# Nekvasovy (przystanek kolejowy)
Nekvasovy – przystanek kolejowy w miejscowości Nekvasovy, w kraju pilzneńskim, w Czechach. Znajduje się na linii 190 Pilzno - Czeskie Budziejowice, na wysokości 480 m n.p.m..  

## Linie kolejowe
- 190: Pilzno – Czeskie Budziejowice